# دانشگاه القادسیه
دانشگاه القادسیه (به عربی: جامعة القادسیة) یکی از دانشگاه‌های عراقی در دیوانیه (به عربی: الدیوانیة)، القادسیه (به عربی: القادسیة) می‌باشد که در سال ۱۹۸۷ تأسیس شد.